# 犬田布騷動
犬田布騷動（日语：／ Intabu-sōdō */?）），又稱犬田布一揆、犬田布義戰，指的是1864年4月23日（日本文久四年三月十八日）發生在奄美群島德之島犬田布村的百姓一揆。
奄美群島盛產秀貴甘蔗，在1609年薩摩入侵琉球之後，奄美群島被薩摩藩佔據，成為薩摩藩的藏入地，專門用來生產砂糖。薩摩藩在奄美群島施行非常嚴苛的砂糖政策，對當地百姓進行榨取。頒佈砂糖總買入制，禁止百姓進行砂糖買賣。
騷亂的原因是德之島島民新山為盛被懷疑倒賣砂糖，遭到逮捕和拷問。為了救出新山為盛，犬田布村的農民150人發起暴動，包圍了薩摩藩的假屋，追趕役人，包圍樹林七天。
奉行所最後沒有將全體村民定罪，僅將七名帶頭人流放。此次騷動在奄美群島全境廣為人知，此後薩摩藩對砂糖的控制大為緩和。
島唄《德之島節》就是講述的就是此次事件，表達在薩摩統治時代需要服沉重勞役的奄美人的怨恨與絕望。